# Ideas del Sur
Ideas del Sur è stata una casa di produzione cinematografica argentina. Nacque nel 1996 a opera di Marcelo Tinelli. Oltre ad essere una produttrice di film, Ideas del Sur possiede anche una stazione radiofonica. Tutti i film creati da questa società, vengono trasmessi sul canale satellitare e terrestre Canal Trece. Alcuni dei suoi programmi televisivi più famosi sono Bailando por un sueño, Cantando por un sueño e Patinando por un sueño. Nel 2016, è stata venduta al Grupo Indalo.
Nel 2017 la casa di produzione ha chiuso per bancarotta.

## Canali associati
Dal 2005, le produzioni Ideas del Sur oltre ad essere trasmesse su Canal Trece vengono trasmesse anche su Telefe, Azul TV/Canal 9, America TV e Canal 7.

## Produzioni per generi

### Humor
- Videomatch (Telefé) 1990 - 2004.
- Los Rodríguez (Telefé) 1998.
- Totalmente (Azul TV) 1999 - 2001.
- Todo por dos pesos (Azul TV) 1999 - (Canal 7) 2000 - 2001.
- Showmatch (Canal 9) 2005 - (Canal Trece) 2006 - 2017.
- Midachi TV (Canal Trece) 2006.

### Intrattenimento
- Fugitivos (Telefé) 2000 - 2001.
- Pasapalabra (Azul TV) 2001.
- Números Rojos (Azul TV) 2001.
- Dadyvertido (Telefe) 2002.
- El Gran Juego (Canal Trece) 2006.

### Fiction giornaliere
- Buenos Vecinos (Telefé) 1999 - 2000.
- Costumbres Argentinas (Telefé) 2003 - 2004.
- Los Roldán (Telefé) 2004 - (Canal 9) 2005.
- Collar de Esmeraldas (Canal Trece) 2006.
- Patito Feo in italianoː Il mondo di Patty (Canal Trece) 2007 - 2008.
- Atracción x4 (Canal Trece) 2008 - 2009.
- Consentidos in italiano: Incorreggibili (Canal Trece) 2009

### Fiction unitarie
- Okupas (Canal 7) 2000.
- Cuatro Amigas (Telefé) 2001.
- Tumberos (América TV) 2002.
- Sol negro (América TV) 2003.
- Disputas (Telefé) 2003.
- Sangre Fría (Telefé) 2004.
- Criminal (Canal 9) 2005.

### Documentari
- Latidos (Telefé) 2001.
- Ser Urbano (Telefé) 2003 - 2004.
- Forenses, cuerpos que hablan (Canal 9) 2005 - 2007.
- Fiscales, el ojo de la Ley(Canal Trece) 2006.

### Spettacolo
- Este es el show (Canal Trece) 2007 - presente.
- La previa del show (Magazine) 2007 - presente.

### Reality Show
- Quiero ser famoso por un día (Telefe) 2002.
- La Playa (América TV) 2002.
- High School Musical: La Selección (Canal Trece - Disney Channel) 2007.
- El casting de la tele (Canal Trece) 2008.

### Sport
- Voley de Primera (TyC Sports) 2004.
- Estilo K (TyC Sports) 2006 - presente.

### Opere teatrali
- Sinvergüenzas (Teatro cómico, Carlos Paz) 2002.

### Radio
- Radio del Plata
- Radio Uno

### Serie televisive
- Il mondo di Patty (Patito feo)